# Lorenzo Faravelli
Lorenzo Abel „Lolo” Faravelli (ur. 29 marca 1993 w Rosario) – argentyński piłkarz z obywatelstwem ekwadorskim występujący na pozycji środkowego pomocnika, od 2024 roku zawodnik meksykańskiego Cruz Azul.
We wrześniu 2023 otrzymał ekwadorskie obywatelstwo.